# Атырауский краеведческий музей
Атырауский краеведческий музей — музей в городе Атырау по адресу: город Атырау, ул. Б.Момышулы, д. 3.

## История
Музей основан основан 22 июля 1939 года постановлением №23 организационного комитета Президиума Верховного Совета Казахской ССР по Гурьевской области. 
В фондах хранится более 30 тысяч памятников материально-духовной культуры Атырауской области от эпохи палеолита до наших дней. Среди экспонатов — древние монеты, глиняная посуда. В 1996—1997 годах раскопки археологической экспедиции (руководитель З. Самашев) пополнили фонд музея ценными экспонатами, рассказывающими о периоде Золотой Орды. Отдельные экспозиции посвящены народному восстанию под предводительством Исатая и Махамбета, великому кюйши Курмангазы.